# Agata Wróbel
Pour les articles homonymes, voir Wróbel.
Agata Ewa Wróbel, née le 28 août 1981 est une haltérophile polonaise.